# Doru Țuluș
Doru Țuluș este un procuror român.
Doru Țuluș a lucrat la Parchetul de pe lângă Tribunalul Cluj, de unde a promovat în funcția de șef al DIICOT Cluj-Napoca.
De aici, procurorul a ajuns la DNA, unde a ocupat funcția de șef al secției a II-a până în anul 2013.
Pe 2 octombrie 2008, Țuluș i-a trimis în judecată pe Gheorghe Copos, Ioan Becali, Victor Becali, Mihai Stoica, Jean Pădureanu, Gheorghe Popescu, Gheorghe Nețoiu și Cristian Borcea în Dosarul Transferurilor.
În calitate de șef de secție, procurorul Țuluș a semnat și rechizitoriul dosarului Poșta Română în care fostul ministru al justiției, Tudor Chiuariu, a fost condamnat definitiv pentru corupție.
Procurorul Țuluș a fost și cel care a confirmat rechizitoriul dosarului ICA-Dan Voiculescu, dosar în care fondatorul Partidului Conservator și al Trustului Intact a fost condamnat la cinci ani de închisoare.
Tot în calitate de șef a avizat trimiterea în judecată a dosarului Trofeul Calității, dosar în care fostul prim-ministru Adrian Năstase a fost condamnat la doi ani de închisoare cu executare.
De asemenea, a contrasemnat dosarul Zambaccian în care Năstase a fost condamnat la patru ani de închisoare.
Pe 29 iunie 2009, președintele Traian Băsescu a semnat decretul de reînvestire în funcția de șef al Secției a II-a a Direcției Naționale Anticorupție (DNA) a lui Doru Țuluș.

## Conflicte
Pe 29 mai 2007, conducerea Senatului l-a acuzt pe procurorul DNA Doru Țuluș de abuz în serviciu după ce acesta a cerut Camerei superioare informații despre modul în care a votat senatorul UDMR Verestoy Attila un proiect de lege.
În calitate de șef al secției de combatere a infracțiunilor conexe infracțiunilor de corupție, Țuluș a trimis o scrisoare secretarului general al Senatului, prin care cerea date privind participarea lui Verestoy Attila la dezbaterile din data de 28 martie 2006, în care Senatul a aprobat Ordonanța 41/2005 prin care se stabilea pragul maxim de deținere a acțiunilor la SIF-uri de 1%.
Procurorul DNA solicita, de asemenea, și “o copie certificată a originalului procesului-verbal al dezbaterilor ce au avut loc la aceea dată” în interesul soluționării cauzei penale cu nr. 84/P/2007.

### Conflictul cu Ministrul justiției, Tudor Chiuariu
Pe 8 mai 2007, ministrul justiției, Tudor Chiuariu, a cerut ca procurorul Doru Țuluș, șeful Secției a II-a din cadrul Direcției Naționale Anticorupție (DNA) să fie destituit din funcție.
În al 13-lea an al carierei sale ca procuror, Doru Țuluș - șeful Secției de combatere a infracțiunilor conexe celor de corupție din cadrul DNA - s-a transformat în mărul discordiei dintre ministrul justiției, Tudor Chiuariu, si subordonații săi.
În primăvara anului 2007, lista dosarelor deschise de procurorii din subordinea lui Țuluș pe numele unor politicieni influenți (cum ar fi liderul PC, Dan Voiculescu, fostul vicepremier Gheorghe Copos sau președintele UDMR, Marko Bela) a fost completată chiar de „Poșta Română”, în care principalul acuzat era însuși Chiuariu.
În reacție față de cererea de demisie, secretarul de stat pe probleme de integrare și afaceri europene, Ion Codescu, directorul Direcției de relații cu Ministerul Public, Laura Ștefan, și unul dintre consilierii ministrului justiției, judecătorul Cristi Dănileț, au demisionat în semn de protest față de ceea ce ultimul dintre cei enumerati a numit, în termeni duri, „epurare politică în justiție”.
De asemenea, conducerea Institutului Național al Magistraturii i-a transmis lui Chiuariu că ar fi de preferat sa nu le mai vorbească studenților într-o conferință ce urma să aibă loc, pentru că mesajele pe care le transmite vin în contradicție cu valorile pe care le promovează Institutul.
Pe 8 octombrie 2007, Chiuariu a cerut în continuare demiterea procurorului Țuluș, în condițiile în care membrii CSM nu au constatat deficiențe grave la DNA.
Pe 18 octombrie 2007, secția de procurori a Consiliului Superior al Magistraturii a dat aviz negativ, cu majoritate de voturi, la cererea de revocare a lui Doru Țuluș din funcția de procuror șef al Secției de combatere a infracțiunilor conexe infracțiunilor de corupție din cadrul Direcției Naționale Anticorupție.
Pe 29 octombrie 2007, președintele Traian Băsescu a anunțat că nu va da curs solicitării ministrului Justiției în ceea ce privește eliberarea din funcție a procurorului Doru Țulus.
Pe 30 octombrie 2008, Tudor Chiuariu a reclamat nereguli în activitatea lui Doru Țuluș, printre altele și faptul că înregistrează preferențial dosare.